# Apollo Patera
L'Apollo Patera è una struttura geologica della superficie di Marte.